# Леб'яжий (Уфимський район)
Леб'я́жий (рос. Лебяжий, башк. Лебяжий) — село (у минулому селище) у складі Уфимського району Башкортостану, Росія. Входить до складу Зубовської сільської ради.
Населення — 290 осіб (2010; 146 в 2002).
Національний склад:
- росіяни — 38 %
- татари — 29 %